# محفوظ بوسبسي
محفوظ بوسبسي مواليد 22 نوفمبر في مليانة، توفي مقتولا يوم 15 جوان 1993 في الجزائر العاصمة. كان طبيبا عقليا وجامعيا جزائريا..

## سيرة شخصية
ولد في عائلة تنحدر من منطقة القبائل، ودرس الطب في كلية مرسيليا، ثم التحق بمركز الطب النفسي العصبي. في عام 1966، أكمل تدريبه في علم الأعصاب وتخطيط الدماغ (Pitié-Salpêtrière in Paris). عاد إلى الجزائر عام 1967، وعمل في مستشفى مصطفى باشا في الجزائر العاصمة حيث أنشأ مختبر تخطيط كهربية الدماغ. في عام 1972، تلقى ببراعة تجميع الطب النفسي. ثم تم تعيينه رئيسًا للأطباء في عيادة الطب النفسي الجامعي LES OLIVIERS Birmandreis- الجزائر. كان هذا المستشفى آنذاك مخصصا للأطفال الذين يعانون من إعاقات نفسية حركية ومكانًا للتدريب والتعليم والاستشارات للأطفال والكبار. في عام 1985، تقلد منصب رئيس للأطباء في مستشفى دريد حسين القبة - الجزائر، حيث اغتيل في 15 جوان 1993.
بوسبسي هو أحد مؤسسي الطب النفسي الجزائري. قام بتأليف العديد من الأعمال والكتب والمقالات، وقد امتدت شهرته إلى ما وراء حدود البلاد. كان رئيس الجمعية الجزائرية للطب النفسي، نائب رئيس الجمعية الدولية للطب النفسي للأطفال والمراهقين، متعاون مع اليونيسف.
عضو مؤسس، في عام 1985، لأول رابطة حقوق الانسان في بلاده، كان مناضلا من أجل ديمقراطية العلمانية. كان قد اتخذ موقفاً من أجل حقوق النساء والمراهقين والمستبعدين من المجتمع الجزائري. في اليوم السابق لاغتياله، كان قد أسس، مع صحفيين ومثقفين، لجنة الحقيقة حول اغتيال الكاتب والصحفي طاهر جعوط، الذي أصيب برصاصة قاتلة في 26 مايو 1993 وتوفي في 2 يونيو,.
بوسبي، 56 عاما، توفي مطعونا يوم 15 جوان 1993 أمام مستشفى دريد حسين في القبة (إحدى ضواحي الجزائر العاصمة ) الذي كان يديره، تاركًا زوجة وأطفالًا، أحدهم تريك بوسبشي. بدأت الحرب الأهلية الجزائرية، واستُهدف المثقفون التقدميون، وكان بوسبسي الشخصية الخامسة في المجتمع المدني التي تُغتال بعد جيلالي ليابس، وزير التعليم العالي الأسبق، ولادي فليسي، والطبيب والكاتب، وحفيظ الصنهادي، رئيس مجلس الوزراء بوزارة التربية والتعليم. التدريب المهني، وهو أيضا عضو في CCN، والطاهر جعوط.

## الجوائز
فاز مرتين بالجائزة المغاربية للطب (1982 و1988)، كما شغل منصب رئيس الجمعية الجزائرية للطب النفسي. لقد كان يتمتع بهذه القاعدة المغاربية المتينة التي سمحت له بتبادلات دولية مثمرة :
- عضو مؤسس لـ Rencontres Franco-Maghrébines De Psychiatrie (رئيس Rencontres 2 - الجزائر 1983).
- نائب رئيس الجمعية الدولية للطب النفسي للأطفال والمراهقين والمهن المرتبطة بها.
- عضو هيئة تحرير مجلة Acta Psychiatrica Belgica
- عضو هيئة تحرير مجلة Annales De Psychiatrie.
- عضو مراسل في مجلة L'Information Psychiatrique.
- عضو اللجنة العلمية الدولية لمجلة SAnte Mentale Au Québec.
- عضو اللجنة العلمية للمراجعة الفرنكوفونية للنقص العقلي
- عضو مجلس مندوبي الجمعية الدولية للطب النفسي للمراهقين.

## فهرس
تمتد مراجعه من 1966 إلى 1993 وتتضمن ما لا يقل عن 190 عنوانًا تشهد على تنوع مجالات اهتمامه.
كتبه حول الطب النفسي، المجتمع والتنمية (1979) المرض العقلي والإعاقة العقلية (1984)، La Psychiatrie tormentee - L'effet Dagma (1990)، والفيلم من إخراج اليونيسف لطفل عادي (1981) يشهد على مخاوفه..
قام بتدريب عدة أجيال من الأطباء النفسيين الجزائريين، كما شارك أيضًا بنشاط كبير في تدريب الأطباء وعلماء النفس والمساعدين الطبيين والمعلمين الذين كانت تطلبهم بلاده. ساهم البروفيسور محفوظ بوسبشي بطريقة سرية ولكن فعالة في إنشاء وتطوير الحركات النقابية الديناميكية. : آباء الأطفال المعوقين، الأسر بالتبني، تنظيم الأسرة. لقد كان دائمًا متعلقًا باحترام الحياة وحقوق الإنسان والطفل والمرأة.
لقد أقنعه عمله السريري الشخصي وأبحاثه بضرورة توعية مواطنيه بمحنة المستبعدين. : الأطفال المهجورون، والأمهات العازبات، ومدمني المخدرات، والشباب «على غير هدى». شهد لهم، مؤمنًا أنه لا يمكن للمجتمع التكيف والبقاء والتقدم إلا من خلال مواجهة محرماته ونواقصه.
تم إنشاء مؤسسة محفوظ بوسبسي في عام 1994 وتعمل كامتداد لنهجها متعدد التخصصات، على مشارف جميع الاهتمامات النفسية والاجتماعية والثقافية، حتى نتاج المعاناة العقلية في مجتمع يمر بمرحلة انتقالية، تريد المؤسسة تحفيز ديناميكية جديدة من خلال إظهارها الالتزامات وتقديم مساهمتها المحددة من خلال العمل في كل من المجالات الثقافية والعلمية.

## عن محفوظ بوسبسي
تناقش آسيا جبار بإسهاب في كتابها Le blanc de l'Algérie صداقتها مع محفوظ بوسبسي وظروف وفاته.

## المذكرات والمراجع
1. ↑  Muller M. Le père de la psychiatrie algérienne a été assassiné. In : L'Humanité-13 juin 1993. نسخة محفوظة 2005-06-26 على موقع واي باك مشين.
2. ↑  "Article Dépêche de Kabylie" (بFrancais). Archived from the original on 2018-11-20.{{استشهاد ويب}}:  صيانة الاستشهاد: لغة غير مدعومة (link)
3. ↑  Le blanc de l'Algérie (بالفرنسية). إصدارات ألبين ميشيل. 1995. p. 279. ISBN:9782226084576. OCLC:34873916. Archived from the original on 2018-07-16. Retrieved 2018-07-15. {{استشهاد بكتاب}}: الوسيط |الأول= يفتقد |الأخير= (help)صيانة الاستشهاد: أسماء متعددة: قائمة المؤلفين (link) صيانة الاستشهاد: علامات ترقيم زائدة (link)